# Ufeus faunus
Ufeus faunus är en fjärilsart som beskrevs av John Kern Strecker 1898. Ufeus faunus ingår i släktet Ufeus och familjen nattflyn. Inga underarter finns listade i Catalogue of Life.